# Louis Le Chatelier
Louis Le Chatelier (20. února 1815 Paříž – 10. listopadu 1873 Paříž) byl francouzský chemik a průmyslník, který v roce 1855 vyvinul metodu výroby hliníku z bauxitu. Jeho jméno je napsáno na Eiffelově věži.
Le Chatelier a jeho žena Louise Madeleine Élisabeth Durand (1827–1902) měli sedm dětí. Jedním byl známý chemik Henri Louis Le Chatelier. Další ze synů, Alfred Le Chatelier (1855–1929), vstoupil do armády, později se věnoval keramice a po mnoho let přednášel islámskou sociologii na Collège de France.